# Emmanuel Top
Emmanuel Top (Tourcoing, 30 oktober 1971) is een Franse producer die onder verschillende namen New beat, techno en trance maakt en daarbij veel gebruikmaakt van het acidgeluid van de Roland TB-303-synthesizer. Zijn bekendste plaat is de hit Seven days and one week (1996) van het project BBE, waar hij deel van uitmaakt. Een ander bekend nummer van hem is Acid Phase (1994). Ook bezit hij enkele platenlabels.

## Beginjaren
Hij begon zijn carrière in de Bazz-groep eind jaren 1980 (op het Belgische label Diki Records). Emmanuel Tops eerste platen kwamen begin jaren 90 uit. Hij bracht toen vooral ravetracks uit, veelal in combinatie met andere producers. Daarbij werkte hij veel samen met de Italiaanse producer Bruno Sanchioni van Age of Love. Anderen met wie hij veel samenwerkte zijn de Belgen Gilbert Thevenet, Roger Samijn en Bruno Quartier. Een van de vroegste hits was het nummer Cactus rhythm (1991) van Plexus. Een andere plaat uit deze tijd is Sex-a-phone van Karlos Mendez. Hierop werkte hij samen met zijn broer Jean-François Top.

## Solodoorbraak
Emmanuel Top werd persoonlijk bekender met het nummer Turkish bazar (1994), dat een hitje werd. In navolging daarvan bracht hij het album Release uit, dat drie uur muziek bevat. Het album bevat veel eerder uitgebrachte nummers van verschillende singles en ep's. Het album Asteroid (1996) werd als geheel nieuw album opgenomen en bevat vooral acid techno.

## BBE
In 1996 bereikte Emmanuel Top eenmalig de top van de hitlijsten. Samen met Bruno Sanchioni en Bruno Quartier startte hij het project BBE, waarbij de letters staan voor hun voornamen. Ze brachten de dreamhouseplaat Seven days and one week uit. Deze werd een grote hit in een aantal Europese landen. In het kielzog hiervan werd ook Flash (1997) een hitje. Voor de liefhebbers werd er vervolgens het verzamelalbum Early works uitgebracht met veel oude nummers van de drie producers uit begin jaren 90. Het debuutalbum Games van BBE verscheen pas in 1998. Ze leken het momentum kwijt te zijn en het album was weinig succesvol. De groep ging tijdelijk uit elkaar maar kwam in 2001 weer even samen om weer wat singles uit te brengen.

## Comeback
Na 2003 werd er een tijd lang weinig vernomen van Emmanuel Top. Hij trok zich een tijd terug uit de muziekwereld. In 2011 maakte hij plotseling een comeback. Toen werd duidelijk waar Emmanuel Top al jaren aan heeft gewerkt. In 2011, 2012 en vooral 2013 bracht hij een reeks singles uit. Veertien albums bracht hij in 2013 uit op mp3. Voor iedere maand maakte hij een album met als titel Soundtrack plus het maandnummer. Ook verschenen de albums Perceptions en Musiques Pour Ascenseur.
- Gemeinsame Normdatei: 134931874
- International Standard Name Identifier: 0000 0000 9757 3075
- Library of Congress Control Number: no00058481
- MusicBrainz: 58559682-d7ba-44b9-876a-549b293f0189
- Virtual International Authority File: 61741999
- WorldCat: E39PBJthbW9tV4q9vrTpyRCbBP